# قصفة صغيرة
قَصِفَة أو بُرَيْزَة صغيرة أو بريزة (الاسم العلمي: Briza minor) عشبه حولية تعلو من 15 إلى 30 سم. من جنس قصفة عصفها ضيق مستطيل. سبلتها عنقودية التجميع، هرمية الشكل بنفسجية الأزهار